# دستگاه خارج‌کننده لاک‌پشت

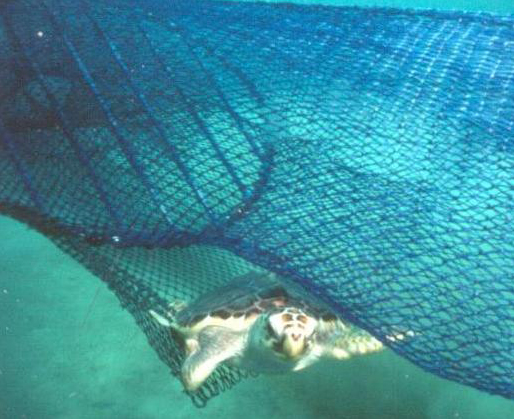
یک لاک‌پشت سرخ در حال خروج از تور به وسیلهٔ دستگاه خارج‌کنندهٔ لاک‌پشت

دستگاه خارج‌کنندهٔ لاک‌پشت (انگلیسی: Turtle excluder device) یا TED نوعی دستگاه مخصوص است که به لاک‌پشت دریایی صیدشده در تور ماهیگیری، اجازهٔ فرار و خارج‌شدن را می‌دهد.
لاک‌پشت‌های دریایی ممکن است در هنگام ماهیگیری با ترال‌های متعلق به کشتی‌های بزرگ صید شوند. صید میگو نیازمند استفاده از یک ترال باکیفیت است؛ در نتیجه، تعداد زیادی از دیگر موجودات دریایی هم ناخواسته در تور می‌افتند. با گیرکردن یک لاک‌پشت در ترال، قابلیت آمدن روی سطح آب از او سلب می‌شود. از آن‌جا که لاک‌پشت‌های دریایی نیازمند هوا بوده و دارای شش هستند، با گیرکردن در ترال، به تدریج غرق می‌شوند.